# Lista monumentelor istorice din județul Buzău - R

Simbol pentru monumentele istorice

Lista monumentelor istorice din județul Buzău - R cuprinde monumentele istorice înscrise în Patrimoniul cultural național al României și aflate în localități ce încep cu litera R din județul Buzău.
Lista completă este menținută și actualizată periodic de către Ministerul Culturii, Cultelor și Patrimoniului Național din România, prin intermediul Institutului Național al Patrimoniului, ultima versiune datând din 2015. Această listă cuprinde și actualizările ulterioare, realizate prin ordin al ministrului culturii.
| Cod LMI                               | Denumire                                                   | Localitate                         | Localizare | Datare, Creatori                                                        | Imagine               | Erori             |
| ------------------------------------- | ---------------------------------------------------------- | ---------------------------------- | --- | ----------------------------------------------------------------------- | --------------------- | ----------------- |
| BZ-I-s-B-02272 (RAN: 46411.01)        | Situl arheologic de la Roșioru, punct „Movila Roșioru”     | sat Roșioru; comuna Cochirleanca   | „Movila Roșioru” („Cochirleanca”), la 400 m sud de sat |                                                                         | Încarcă foto \| video | Raportează eroare |
| BZ-I-m-B-02272.01 (RAN: 46411.01.02)  | Morminte                                                   | sat Roșioru; comuna Cochirleanca   | „Movila Roșioru” („Cochirleanca”), la 400 m sud de sat | sec. XVI - XVII, Epoca medievală                                        | Încarcă foto \| video | Raportează eroare |
| BZ-I-m-B-02272.02 (RAN: 46411.01.01)  | Așezare                                                    | sat Roșioru; comuna Cochirleanca   | „Movila Roșioru” („Cochirleanca”), la 400 m sud de sat | sec. IV p. Chr., Epoca migrațiilor, Cultura Sântanade Mureș - Cerneahov | Încarcă foto \| video | Raportează eroare |
| BZ-I-s-B-02273 (RAN: 46411.02)        | Situl arheologic de la Roșioru, punct „Valea Cochirleanca” | sat Roșioru; comuna Cochirleanca   | „Valea Cochirleanca”, cca. 1 km E de șoseaua Roșioru-Bălăceanu, în fosta grădină de legume, lângă sondă                                                                                |                                                                         | Încarcă foto \| video | Raportează eroare |
| BZ-I-m-B-02273.01 (RAN: 46411.02.01)  | Așezare                                                    | sat Roșioru; comuna Cochirleanca   | „Valea Cochirleanca”, cca. 1 km E de șoseaua Roșioru-Bălăceanu, în fosta grădină de legume, lângă sondă                                                                                | sec. IV - V p. Chr., Epoca migrațiilor                                  | Încarcă foto \| video | Raportează eroare |
| BZ-I-m-B-02273.02 (RAN: 46411.02.02)  | Necropolă                                                  | sat Roșioru; comuna Cochirleanca   | „Valea Cochirleanca”, cca. 1 km E de șoseaua Roșioru-Bălăceanu, în fosta grădină de legume, lângă sondă                                                                                | sec. IV - V p. Chr., Epoca migrațiilor                                  | Încarcă foto \| video | Raportează eroare |
| BZ-I-s-B-02274 (RAN: 50059.01)        | Situl arheologic de la Rubla, punct „Movila Miresii”       | sat Rubla; comuna Valea Râmnicului | „Movila Miresii” și „Movila cu cimitirul”, în centrul satului |                                                                         | Încarcă foto \| video | Raportează eroare |
| BZ-I-m-B-02274.01 (RAN: 50059.01.03)  | Așezare                                                    | sat Rubla; comuna Valea Râmnicului | „Movila Miresii” și „Movila cu cimitirul”, în centrul satului 45.35194°N 27.07028°E | sec. IV p. Chr., Epoca migrațiilor, Cultura Sântanade Mureș - Cerneahov | Încarcă foto \| video | Raportează eroare |
| BZ-I-m-B-02274.02 (RAN: 50059.01.02)  | Așezare                                                    | sat Rubla; comuna Valea Râmnicului | „Movila Miresii” și „Movila cu cimitirul”, în centrul satului 45.35194°N 27.07028°E | sec. XVII - V a. Chr., Hallstatt                                        | Încarcă foto \| video | Raportează eroare |
| BZ-I-m-B-02274.03 (RAN: 50059.01.01)  | Așezare                                                    | sat Rubla; comuna Valea Râmnicului | „Movila Miresii” și „Movila cu cimitirul”, în centrul satului 45.35194°N 27.07028°E | mil. VI - V, Neolitic                                                   | Încarcă foto \| video | Raportează eroare |
| BZ-I-s-B-02275 (RAN: 50059.02)        | Situl arheologic de la Rubla                               | sat Rubla; comuna Valea Râmnicului | Pe movilele de-a lungul șoselei spre Sălcioara, de-o parte și de alta |                                                                         | Încarcă foto \| video | Raportează eroare |
| BZ-I-m-B-02275.01 (RAN: 50059.02.07)  | Așezare                                                    | sat Rubla; comuna Valea Râmnicului | Pe movilele de-a lungul șoselei spre Sălcioara, de-o parte și de alta | sec. IV - V p. Chr., Epoca migrațiilor                                  | Încarcă foto \| video | Raportează eroare |
| BZ-I-m-B-02275.02 (RAN: 50059.02.06)  | Necropolă                                                  | sat Rubla; comuna Valea Râmnicului | Pe movilele de-a lungul șoselei spre Sălcioara, de-o parte și de alta | sec. IV - V p. Chr., Epoca migrațiilor                                  | Încarcă foto \| video | Raportează eroare |
| BZ-I-m-B-02275.03 (RAN: 50059.02.05)  | Vestigii                                                   | sat Rubla; comuna Valea Râmnicului | Pe movilele de-a lungul șoselei spre Sălcioara, de-o parte și de alta | sec. XII - V a. Chr, Hallstatt                                          | Încarcă foto \| video | Raportează eroare |
| BZ-I-m-B-02275.04 (RAN: 50059.02.04)  | Așezare                                                    | sat Rubla; comuna Valea Râmnicului | Pe movilele de-a lungul șoselei spre Sălcioara, de-o parte și de alta | mil. III - II, Epoca bronzului                                          | Încarcă foto \| video | Raportează eroare |
| BZ-I-m-B-02275.05 (RAN: 50059.02.03)  | Necropolă                                                  | sat Rubla; comuna Valea Râmnicului | Pe movilele de-a lungul șoselei spre Sălcioara, de-o parte și de alta | mil. III - II, Epoca bronzului                                          | Încarcă foto \| video | Raportează eroare |
| BZ-I-m-B-02275.06 (RAN: 50059.02.01)  | Așezare                                                    | sat Rubla; comuna Valea Râmnicului | Pe movilele de-a lungul șoselei spre Sălcioara, de-o parte și de alta | mil. VI - V, Neolitic                                                   | Încarcă foto \| video | Raportează eroare |
| BZ-I-m-B-02275.07 (RAN: 50059.02.02)  | Necropolă                                                  | sat Rubla; comuna Valea Râmnicului | Pe movilele de-a lungul șoselei spre Sălcioara, de-o parte și de alta | mil. VI - V, Neolitic                                                   | Încarcă foto \| video | Raportează eroare |
| BZ-II-s-B-02451                       | Sit urban Râmnicu Sărat                                    | municipiul Râmnicu Sărat           | Perimetrul cuprins între str. Brâncoveanu C., Primăverii, Dezrobirii, Milcov, Vladimirescu T., Mărgăritarului, incluzând str. Victoriei și str. Avântuluicu ambele fronturi de clădiri | sec. XIX                                                                | Încarcă foto \| video | Raportează eroare |
| BZ-II-m-B-02452                       | Casa Moșescu                                               | municipiul Râmnicu Sărat           | Str. Amurgului 1-A | 1794                                                                    |                       | Raportează eroare |
| BZ-II-m-A-02453                       | Primăria Orașului                                          | municipiul Râmnicu Sărat           | Str. Bălcescu Nicolae 1 | 1898                                                                    | Alte imagini          | Raportează eroare |
| BZ-II-m-A-02454 (RAN: 44854.05)       | Biserica „Nașterea Maicii Domnului”                        | municipiul Râmnicu Sărat           | Str. Brâncoveanu Constantin 59 | 1784                                                                    | Încarcă foto \| video | Raportează eroare |
| BZ-II-m-B-02455                       | Casa sopranei Florica Cristoforeanu                        | municipiul Râmnicu Sărat           | Str. Cuza Alexandru Ioan 18 | 1895                                                                    | Încarcă foto \| video | Raportează eroare |
| BZ-II-m-B-02456                       | Casa                                                       | municipiul Râmnicu Sărat           | Str. Drăgăicii 5 | sf. sec. XIX                                                            | Încarcă foto \| video | Raportează eroare |
| BZ-II-m-A-02457 (RAN: 44854.03)       | Biserica „Sf. Voievozi” - Câța                             | municipiul Râmnicu Sărat           | Str. Eminescu Mihai 1 | 1765                                                                    |                       | Raportează eroare |
| BZ-II-a-A-02458 (RAN: 44854.04)       | Ansamblul bisericii „Sf. Dumitru” - Bagdat                 | municipiul Râmnicu Sărat           | Str. Fundătura Bujorului 1 | 1707, 1870 - 1871                                                       | Încarcă foto \| video | Raportează eroare |
| BZ-II-m-A-02458.01 (RAN: 44854.04.01) | Biserica „Sf. Dumitru” - Bagdat                            | municipiul Râmnicu Sărat           | Str. Fundătura Bujorului 1 | 1707, 1870 - 1871                                                       | Încarcă foto \| video | Raportează eroare |
| BZ-II-m-A-02458.02                    | Clopotniță                                                 | municipiul Râmnicu Sărat           | Str. Fundătura Bujorului 1 | 1707, 1870 - 1871                                                       | Încarcă foto \| video | Raportează eroare |
| BZ-II-m-A-02459                       | Gara Nouă                                                  | municipiul Râmnicu Sărat           | Piața Gării 1 45.37906°N 27.05838°E | 1893 – 1898                                                             | Alte imagini          | Raportează eroare |
| BZ-II-m-B-02460                       | Casă                                                       | municipiul Râmnicu Sărat           | Str. Ipătescu Ana 29 | 1908                                                                    | Încarcă foto \| video | Raportează eroare |
| BZ-II-m-B-02461                       | Casa Zamfir                                                | municipiul Râmnicu Sărat           | Str. Matei Basarab 91 45.3843°N 27.05279°E | 1897                                                                    | Încarcă foto \| video | Raportează eroare |
| BZ-II-m-B-02462                       | Fostul penitenciar                                         | municipiul Râmnicu Sărat           | Str. Mihalache Ion 53 45.38322°N 27.05533°E | sf. sec. XIX                                                            | Alte imagini          | Raportează eroare |
| BZ-II-a-A-02463 (RAN: 44854.06)       | Fosta mânăstire Râmnicu Sărat                              | municipiul Râmnicu Sărat           | Str. Primăverii 4 45.38018°N 27.04291°E | sec. XVII - XIX                                                         | Alte imagini          | Raportează eroare |
| BZ-II-m-A-02463.01 (RAN: 44854.06.01) | Biserica „Adormirea Maicii Domnului”                       | municipiul Râmnicu Sărat           | Str. Primăverii 4 45.3799°N 27.0425°E | 1697                                                                    | Alte imagini          | Raportează eroare |
| BZ-II-m-A-02463.02 (RAN: 44854.06.02) | Casa domnească                                             | municipiul Râmnicu Sărat           | Str. Primăverii 4 45.3798°N 27.0422°E | sec. XVII - XIX                                                         | Alte imagini          | Raportează eroare |
| BZ-II-m-A-02463.03                    | Stăreție, azi Muzeul Municipal                             | municipiul Râmnicu Sărat           | Str. Primăverii 4 | sec. XIX                                                                | Încarcă foto \| video | Raportează eroare |
| BZ-II-m-A-02463.04 (RAN: 44854.06.03) | Chilii, azi Muzeul Municipal                               | municipiul Râmnicu Sărat           | Str. Primăverii 4 | sec. XVII - XIX                                                         | Încarcă foto \| video | Raportează eroare |
| BZ-II-m-A-02463.05 (RAN: 44854.06.04) | Turnuri                                                    | municipiul Râmnicu Sărat           | Str. Primăverii 4 | sec. XVII - XIX                                                         | Încarcă foto \| video | Raportează eroare |
| BZ-II-m-A-02463.06 (RAN: 44854.06.05) | Zid de incintă                                             | municipiul Râmnicu Sărat           | Str. Primăverii 4 | sec. XVII - XIX                                                         |                       | Raportează eroare |
| BZ-II-m-A-02463.07 (RAN: 44854.06.06) | Ruine chilii                                               | municipiul Râmnicu Sărat           | Str. Primăverii 4 | sec. XVII                                                               |                       | Raportează eroare |
| BZ-II-m-B-02464                       | Biblioteca Municipală                                      | municipiul Râmnicu Sărat           | Str. Principele Ferdinand 37 45.38209°N 27.0445°E | 1910                                                                    |                       | Raportează eroare |
| BZ-II-m-B-02465                       | Gara veche, azi anexă a Liceului Agricol                   | municipiul Râmnicu Sărat           | Șos. Puiești 2 | 1881                                                                    | Încarcă foto \| video | Raportează eroare |
| BZ-II-m-B-02466                       | Casă                                                       | municipiul Râmnicu Sărat           | Str. Unirii 23-A | 1920                                                                    | Încarcă foto \| video | Raportează eroare |
| BZ-II-m-B-02467                       | Banca Comercială Română                                    | municipiul Râmnicu Sărat           | Str. Vladimirescu Tudor 10 | 1926 – 1928                                                             | Încarcă foto \| video | Raportează eroare |
| BZ-II-m-B-02468                       | Clubul Copiilor                                            | municipiul Râmnicu Sărat           | Str. Vladimirescu Tudor 11 | înc. sec. XX                                                            | Încarcă foto \| video | Raportează eroare |
| BZ-II-m-B-02469                       | Liceul „Alexandru Vlahuță”                                 | municipiul Râmnicu Sărat           | Str. Vladimirescu Tudor 13 | înc. sec. XX                                                            | Încarcă foto \| video | Raportează eroare |
| BZ-II-m-B-21058                       | Casa Iorgu Antonescu                                       | municipiul Râmnicu Sărat           | Str. Vladimirescu Tudor 24 | 1913 Petre Antonescu                                                    | Încarcă foto \| video | Raportează eroare |
| BZ-II-m-B-02449                       | Casa Mănăilă                                               | sat Râmnicelu; comuna Râmnicelu    | | 1920                                                                    | Încarcă foto \| video | Raportează eroare |
| BZ-II-m-B-02450                       | Casa Dan Stan                                              | sat Râmnicelu; comuna Râmnicelu    | | 1915                                                                    | Încarcă foto \| video | Raportează eroare |
| BZ-II-m-B-02470                       | Biserica de lemn „Nașterea Maicii Domnului”                | sat Râpile; comuna Pănătău         | | 1838                                                                    | Încarcă foto \| video | Raportează eroare |
| BZ-II-a-B-02471                       | Ansamblul bisericii „Sf. Vasile”                           | sat Ruginoasa; comuna Brăești      | | 1858                                                                    |                       | Raportează eroare |
| BZ-II-m-B-02471.01                    | Biserica de lemn „Sf. Vasile”                              | sat Ruginoasa; comuna Brăești      | | 1858                                                                    |                       | Raportează eroare |
| BZ-II-m-B-02471.02                    | Clopotniță                                                 | sat Ruginoasa; comuna Brăești      | | 1858                                                                    | Încarcă foto \| video | Raportează eroare |
| BZ-III-m-B-02503                      | Bustul lui Alexandru Vlahuță                               | municipiul Râmnicu Sărat           | Str. Vladimirescu Tudor 17 | 1925                                                                    | Încarcă foto \| video | Raportează eroare |
| BZ-IV-m-B-02541                       | Casa arh. Petre Antonescu                                  | municipiul Râmnicu Sărat           | Str. Cuza Alexandru Ioan 36-C | 1890                                                                    | Încarcă foto \| video | Raportează eroare |
| BZ-IV-m-B-02542                       | Crucea de la Runci                                         | sat Runcu; comuna Pârscov          | La V de sat | 1792                                                                    | Încarcă foto \| video | Raportează eroare |